# Ceranthia verneri
Ceranthia verneri är en tvåvingeart som beskrevs av Andersen 1996. Ceranthia verneri ingår i släktet Ceranthia, och familjen parasitflugor. Arten är reproducerande i Sverige.